# Antisemitismus v Evropě
Antisemitismus — předsudky, diskriminace a nenávist vůči Židům jako představitelům etnické rasy a židovského náboženství — zažil dlouhou historii projevu již od dob starověkých civilizací, ale výrazně se rozšířil v křesťanských a předkřesťanských civilizacích a kulturách v Evropě. 
Přestože byl antisemitismus vyjadřován už v intelektuálních a politických kruzích starověkého Řecka a Římské říše, jako samotný fenomén byl institucionalizován v rámci evropského křesťanství. Stalo se tak po rozpadu starověkého židovského centra v Jeruzalémě, což v mnoha případech vedlo k nucené segregaci Židovské populace a k omezení jejich účasti ve veřejném dění a životě evropské společnosti.
Pod vládou fašistických režimů, jako např. v nacistickém Německu, v 20. století vyústil antisemitismus v usmrcení většiny evropské židovské populace či v její migraci.
Po ukončení Studené války došlo v Evropě i jiných oblastech ke sloučení nové formy antisemitismu, která vychází z ultrapravice, islamismu a extrémní levice, tzv. nový antisemitismus. Tato nová forma se běžně projevuje jako opozice vůči sionismu a Státu Izrael. Rostoucí muslimská populace v evropských národech a zemích představuje velký podíl antisemitů v Evropě. Statistická analýza prokázala, že 150 milionů lidí bydlící napříč Evropou mají “přehnané antisemitscké” postoje nebo názory, které “démonizují Izrael”.

## Období Římské říše
Vztahy mezi Židy a Římskou říší, která okupovala jejich vlastní zemi, byly již od počátku nepřátelské a vyústily v mnoha povstání.
Několik starověkých historiků zaznamenalo, že v roce 19 n. l. římský císař Tiberius vyhnal Židy z Říma. Podle římského historika Suetonia se Tiberius snažil potlačit všechna cizí náboženství. Co se týče Židů, jejich mladé muže posílal pod záminkou vojenské služby do provincií, které byly pro říši velice nebezpečné. Všechny ostatní Židy z města propustil jako nevyhovující obyvatele pod hrozbou doživotního otroctví. Josephus ve svém díle Židovské starožitnosti potvrdil, že Tiberius odstranění Židů z Říma nařídil.
Římané odmítli povolit Židům obnovení chrámu v Jeruzalémě poté, co ho Titus v roce 70 n. l. zničil. Dále zavedli pro Židy výběr daní, kterými údajně financovali chrám Jupitera v Římě, a svévolně rozhodli se svévolně přejmenovat oblasti Judeje a Samaří na Palestinu za účelem toho, aby židovské historické nároky na tuto oblast byly zapomenuty.
Zatímco někteří historici zdůrazňují, že Řím potlačoval povstání ve všech dobytých oblastech a že Tiberius vyhostil z Říma všechny cizí náboženství, Jeruzalémský talmud svědčí o tom, že po Bar Kochbově povstání (132-136 n. l.) vyvraždili Římané veliké množství Židů a veliké množství Židů bylo přinuceno odejít do vyhnanství, židovské diaspory. Židovský element z Judeje však nikdy nebyl odstraněn úplně. Mnozí zastávají názor, že evropský antisemitismus má své kořeny právě v Římské politice.

## Středověk
Antisemitismus v Evropě byl v období středověku výrazně ovlivněn křesťanským přesvědčením, že skrze krevní prokletí Pontia Pilata (zaznamenáno v Matoušově evangeliu) je židovský národ kolektivně zodpovědný za smrt Ježíše. Přestože tento názor nepatřil ke katolickému dogmatu, Židé byli po mnoha staletí vystavováni obvinění z bohovraždy a to až do roku 1965, kdy katolická církev všeobecně nařčení z bohovraždy odmítla.
Pronásledování Židů bylo rozšířeno během Křížových výprav, které začaly v roce 1095. Během těch bylo vyhlazeno několik obcí, obzvláště u Rýna a Labe. Židé byli mnohdy nařčeni z rituálního obětování křesťanských dětí a panen, přestože je takové obvinění v přímém rozporu se samotnou podstatou judaismu, který lidské oběti přísně zakazuje a odsuzuje. První takové obvinění se objevilo v příběhu Viléma z Norwiche (1144), jehož smrt rozproudila vlnu obviňování židů z rituálního vraždění a mučení.
Další vlna pronásledování propukla ve 14. století, kdy epidemie plicního moru zvaná „Černá smrt“ vyhladila polovinu evropské populace. Židé se v té době stali obětními beránky, byli nařčeni z otravování studen a nuceni se přiznat k činům, které ani vykonat nemohli. Stovky jejich obcí byly násilně zničeny a to převážně v letech 1348–1350. Papež Klement IV., který se snažil Židy chránit tím, že vydal dvě papežské buly v roce 1348, takové násilí odsoudil a prohlásil, že ti, kteří obviňují Židy ze šíření moru, byli svedeni ďáblem. To však už nepomohlo těm Židům, kteří byli tou dobou již zavražděni. Jen v německých státech bylo v té době zničeno přibližně 300 židovských obcí vyvražděním či vyhnání tamních Židů. Příkladem takové události je dění ve Štrasburku v únoru roku 1349 kde bylo před tím, než se mor rozšířil do města, na základě rozhodnutí městské rady upáleno kolem dvou tisíc Židů.
Středověký antisemitismus se dál v Evropě projevoval například v omezeních uvalených na Židy. Byli vylučováni z mnoha zaměstnání kvůli strachu z jejich konkurenceschopnosti. V rámci feudálního systému obsahujícího křesťanskou přísahu též nemohli vlastnit žádný pozemek, přestože existovaly i výjimky. Jejich sídlení byla v městech často omezené na určité oblasti zvané ghetta. Požadavek, aby byli Židé odlišitelní podle oblečení, vzešel v roce 1215 ze Čtvrtého lateránského koncilu. To se prakticky projevovalo v mnoha případech nošením speciálního kulatého odznaku. Některým Židům se však povedlo tomuto ponižujícímu požadavku vyhnout tím, že podplatili obecní úřad či konkrétní osoby v moci. V pozdním středověku byli židé vyhoštěni z menších i větších regionů napříč západní Evropou a německými zeměmi, byli vyhnáni z Anglie v roce 1290 a z Francie v letech 1306 a 1394. K největším odsunům došlo ve Španělsku roku 1492 a Portugalsku roku 1496, kde byla Židům dána možnost buď konvertovat na křesťanství, nebo opustit zemi do šesti nebo jedenácti měsíců. Protestantská reformace společně s některými učeními Martina Luthera přispěla též k nárůstu antisemitismu.

## Moderní a rasový antisemitismus
Rasový antisemitismus vznikl ke konci 19. století v Evropě. Byl započat jako součást širšího rasistického pohledu na svět a přesvědčení o nadřazenosti „bílé rasy“ nad všemi ostatními “rasami”, zatímco již tehdy existující předpojatost byla podpořena pseudovědeckými teoriemi jako např. sociálním darwinismem.
Hlavní myšlenkou rasového antisemitismu tak, jak jej formuloval rasový teoretik Joseph Arthur de Gobieau, je, že Židé představují odlišný a podřazený národ oproti jiným evropským národům. Důraz byl kladen na neevropský původ a kulturu Židů, což znamenalo, že tak na ně bylo nahlíženo i tehdy, když konvertovali na křesťanství. Tento moderní typ antisemitismu šířil nenávist vůči Židům na základě jejich etnického původu a ne jen na základě jejich náboženství.
Další částí moderního antisemitismu v Evropě byla konspirační teorie hlásající, že Židé vládnou světové ekonomice. Tato smyšlená mystifikace byla podrobně popsána v publikaci zvané Protokoly sionských mudrců, která byla poprvé vydána v roce 1903 v Rusku. Tato falešná zpráva však nabývala na vážnosti a přesvědčivosti kvůli slavným Židům jako byla např. rodina Rotschildových, finanční dynastie, která měla významnou pozici v evropském bankovním systému.
Vzestup moderního antisemitismu společně se vzestupem nacionalismu a konceptu národního státu přinesl vlnu antisemitismu, když Židé usilovali o nabytí občanských práv a rovnocennosti ve svých zemích. V Německu tyto události vyústili v tzv. Hep-Hep potyčky v roce 1819, kdy byli Židé z Bavorska napadeni za to, že požadovali svá občanská práva.
Jednou z nejslavnějších událostí 19. století byla Dreyfusova aféra, během které byl francouzský důstojník židovského původu, Dreyfus Alfred, obviněn ze špionáže. Soudní proces v této záležitosti započal vlnu antisemitismu ve Francii přestože byl Dreyfus v roce 1906 shledán nevinným. Tato událost velice inspirovala Theodora Herzla.
Náboženský antisemitismus ovšem ve východní Evropě přetrval, a to z velké části díky tomu, že průmyslová revoluce ovlivnila tuto oblast méně. V průběhu 19. století a na začátku 20. století došlo v Rusku k několika pogromům, ke kterým vedlo mnoho odlišných důvodů jako např. antisemitská politická hnutí, atentátník cara Alexandra II. v roce 1882 a obvinění z rituálního obětování křesťanských dětí. Nejznámější takové obvinění proběhlo v Kyjevě v roce 1903, kde byl ruský Žid Menachem Bejlis nakonec shledán nevinným z vraždy křesťanského chlapce.
Pogromy v roce 1881 a po první Ruské revoluci v 1905 si vyžádaly tisíce židovských životů a přiměly více než 1 milion Židů k emigraci do Ameriky. Ruská revoluce v roce 1917 a následná občanská válka rozdmýchaly novou vlnu pogromů proti Židům, zatímco národní milice a běžné armády bojovaly o kontrolu a vládu nad Ruskem. Odhadovaný počet obětí těchto pogromů se je udáván v desítkách tisíců.

## Holokaust
Více informací: Masakr v Babím jaru
Holokaust je nejvýznamnější událost moderní židovské historie a představuje tu nejhorší genocidu, ke které kdy došlo. Přibližně šest milionů židů, asi 2/3 celé evropské židovské populace, bylo během něho zavražděno Nacisty.
Na začátku 20. století žili nejvíce integrovaní evropští Židé v Německu. Situace se však změnila poté, co Německo prohrálo První světovou válku a ekonomická krize v roce 1929 přispěla k politickému vzestupu Nacistů a jejich antisemitského programu. Nenávistná rétorika odkazující na židovské občany jako na “špinavé Židy” se běžně začala objevovat v antisemitských brožurách a na letácích jako např. Völkischer Beobachter a Der Stürmer. K tomu byli Židé obviňováni za to, že údajně způsobili německou porážku v První světové válce (viz Dolchstoßlegende).
Protižidovská propaganda se rychle rozšířila. Nacistické animace představující „špinavé Židy“ mnohdy vykreslovaly špinavé, nepřitažlivé a spoře oděné „talmudické“ Židy v tradičních náboženských oblecích podobné těm, které nosili Chasidští Židé. Články napadající Židy se soustředily nejen na politické a obchodní působení markantních Židů, ale často též na napadání Židů na základě náboženských dogmat, jako je např. tzv. rituální vražda.
Antisemitská propaganda brzy expandovala dál za hranice prosté rétoriky. V roce 1933 byly proti Židům zavedeny represivní zákony později následované Norimberskými zákony které odebraly Židům občanská práva na základě rasy spíše než náboženské definice toho, kdo je Žid. Ojedinělé násilí proti Židům se rozšířilo s útoky Kříštálové noci, které byly zaměřené na židovské domy, obchody a synagogy, a během nichž zemřely stovky lidí v Německu, Rakousku a v Sudetech.
S nacistickou invazí do Polska v roce 1939 na začátku Druhé světové války započali nacisté tzv. konečné řešení židovské otázky v Evropě. Židé byli shromažďování v ghettech a později posíláni transporty do koncentračních a vyhlazovacích táborů, kde byli následně zavražděni. V okupovaných oblastech Sovětského svazu vraždila komanda smrti s pomocí místního obyvatelstva Židy v hromadných hrobech. Tato metoda byla později nahrazena systematickým vyvražďováním židů ve vyhlazovacích táborech, z nichž největší byla Osvětim.

## Po roce 1945
Po konci 2. světové války v roce 1945 se začali přeživší Židé vracet do svých domovů z předválečné doby, přestože mnoho z nich místo toho zvolilo emigraci do Spojených států amerických, do Velké Británie nebo do Palestiny, která v té době byla pod Britskou správou a kontrolou. Antisemitismus nacistického režimu však mnohdy pokračoval dále jen pod jinou maskou a v jiné formě. Obvinění z rituálních obětí a persekuce Židů pokračovala. Důvodem byl zčásti strach z toho, že přeživší po návratu do svých domů budou požadovat navrácení svých majetků, které byly mezitím odcizeny, a nebo že odkryjí povahu činů místní populace, která v nacisty okupovaném území s režimem kolaborovala. Kulminujícím příkladem je např. Pogrom v Kielce, během kterého v Polsku v roce 1946 občané násilně napadli Židy pod falešnou záminkou, že ukradli křesťanské dítě. Tato událost šokovala dokonce i mezinárodní komunitu a stala se katalyzátorem pro rozhodnutí přeživších členů místní židovské komunity z Polska definitivně emigrovat.
Poválečná doba též přinesla vzrůst antisemitských sentimentů v Sovětském svazu. V roce 1948 započal Stalin svou kampaň proti „světoobčanům bez kořenů“, během níž bylo mnoho básníků, spisovatelů, malířů a sochařů, kteří mluvili jazykem zvaný jidiš, zavražděno či zatčeno. Podobně též v tzv. Spiknutí doktorů, které bylo vyhlášeno mezi rokem 1952 a rokem 1953, došlo k zatčení mnoha židovských doktorů, kteří byli obviněni z pokusu o zavraždění vedoucích hlavní politické strany. Existují též odhady (jako např. ty sepsány moderním historikem Edvardem Radzinskym), které tvrdí, že Stalin plánoval deportovat sovětskou židovskou populaci do exilu na Sibiř nebo do Kazachstánu.
Po vyhlášení nezávislosti Státu Izraele a vyhrocení Arabsko-izraelského konfliktu začal v Evropě vznikat nový typ antisemitismu, který byl součástí anti-imperiálního boje extrémní levice. Kritika nahlížející na Izrael jako na dobývající imperiální mocnost a solidarita extrémní levice k Palestinskému boji vedla k vytvoření domnělé spojitosti mezi Evropskými Židy a Sionismem. V některých případech tento pohled vyústil v útoky na židovské komunity v západní Evropě. Jedním příkladem je německá levicová teroristická organizace Revoluční buňky, jejíž členové se zúčastnili únosu letounu Air France v roce 1976 (Operace Entebbe) a také plánovaného útoku na hlavu německé židovské komunity Heinze Galinskiho a slavného lovce nacistů Simona Wiesenthala. Antisemitské útoky neo-nacistických skupin a bující antisemitské konspirace během tohoto období v západní Evropě pokračovaly.

## 21. století
Od roku 2000 vzrůstal antisemitismus v Evropě s výrazným navýšením výskytu slovních útoků proti Židům, vandalismu jako jsou např. graffiti, útoků na židovské školy a zneuctění či pošpinění synagog a hřbitovů. K těmto událostem nedošlo jen ve Francii a Německu, kde je výskyt antisemitských incidentů nejvyšší v Evropě, ale také v Belgii, Rakousku a Spojeném království. V těchto zemích se fyzické útoky proti Židům jako bití, bodání noži a jiné typy násilí výrazně rozšířily s tím, že mnoho těchto případů mělo za následek vážná zraněni či dokonce i smrt. Mimo tyto události také Nizozemsko a Švédsko zaznamenaly dlouhodobou vysokou míru antisemitských útoků od roku 2000. Americké ministerstvo zahraničí v roce 2015 prohlásilo, že “evropský protiizraelský sentiment překročil hranici a stal se antisemitismem”.
Tento nárůst antisemitských útoků je sdružený na jedné straně s islámským antisemitismem (viz níže) a na druhé straně se vzestupem politických stran extrémní pravice po ekonomické krizi v roce 2008.
Počet antisemitských politických stran v evropských parlamentech narostl během roku 2012 z jedné na tři a průzkum v deseti evropských zemích prokázal velice častý výskyt antisemitských postojů. V dubnu toho roku volil v parlamentních volbách každý šestý maďarský volič stranu Jobbik, která je otevřeně antisemitská. V červnu dále vyhrála v řeckém parlamentu neo-nacistická strana Golden Dawn 21 míst. V listopadu zase dosáhla radikální strana Svoboda na Ukrajině více než 10 % lidového hlasu, čímž získala podporu pro stranu proslulou svou antisemitskou rétorikou. Tento vzrůst podpory názorů extrémní pravice v západní a východní Evropě vyústil ve výrazný nárůst antisemitských činů. Ty se nejvíce projevily během útoků na židovské pomníky, synagogy a hřbitovy, došlo ovšem i k několika fyzickým napadení Židů.
Ve východní Evropě pokračoval antisemitismus v 21. století v podobném rozsahu jako v 90. letech 20. století. Rozpad Sovětského svazu a nestabilita nových států vedly k nárůstu národnostních hnutí a obviňování Židů. K tomu docházelo převážně na základě obvinění, že mohou za ekonomickou krizi, zatímco obviňovatelé přebírali místní hospodářství a upláceli vládu tradičními a náboženskými motivy antisemitismu (např. rituální oběti). Většina antisemitských událostí má formu útoků na židovské hřbitovy a budovy (komunitních center a synagog). Nicméně došlo však též k násilnému fyzickému napadení Židů v Moskvě v roce 2006, kdy neo-nacisté pobodali 9 lidí v synagoze Bolshaya Bronnaya, na kterou byl v roce 1999 spáchán neúspěšný bombový atentát. Ve východní Evropě také proběhlo vyhrožování židovským poutníkům v Umani na Ukrajině a útok na menoru v městě Moldova v roce 2009, který byl spáchán extremistickou křesťanskou organizací.
Evropané jsou znepokojeni antisemitismem, protože je historicky dokázáno, že společnosti s takovou mírou antisemitismu bývají sebezničující. Kromě toho se Židé v Evropě obecně sblížili s evropskou demokratickou elitou, společenskou třídou, jejíž budoucnost je dle Economist Intelligence Unit nejasná. To byl jeden z důvodů, proč tehdejší první místopředseda Evropské komise Frans Timmermans prohlásil, že problematika evropského antisemitismu je důležitější než mnoho ekonomických, finančních a tržních záležitostí, kterým Evropa čelí.

### Antisemitismus v rámci muslimské populace v Evropě
Radikalizace uvnitř muslimských komunit, zejména jejich mládeže, má několik příčin – neúspěšná asimilace muslimských migrantů v Evropě, ekonomické a sociální problémy a šíření fundamentalistických názorů mezi muslimskou mládeží v Evropě. To vše společně se stupňováním izraelsko-paestinského konfliktu a neúspěšností mírových dohod z Osla způsobilo to, že Židé v Evropě byli považování více a více za podporovatele pro-izraelských názorů. Rozdíl mezi antisemitismem a antisionismem se tedy stal nejasným a těžce rozpoznatelným.
Několik studií, které byly provedeny mezi muslimskou mládeží v různých zemí západní Evropy, prokázalo, že muslimské děti mají výrazně více antisemitské názory než křesťanské děti. V roce 2011 zveřejnil belgický sociolog Mark Elchardus posudek ohledně nizozemských základních škol v Bruselu. Elchardus zjistil, že kolem 50 % muslimských studentů v druhé a třetí třídě by mohlo být považováno za antisemity, zatímco to stejné lze říct jen o 10 % nemuslimských studentech. Ve stejném roce publikoval Unther Jikeli své poznatky ze 117 rozhovorů, které provedl s muslimskými mladíky (průměrného věku 19 let) v Berlíně, Paříži a Londýně. Většina dotazovaných vyjádřila nějaké nebo silné antisemitské přístupy a to dokonce otevřeně a často agresivně.
Veliké množství násilných antisemitských útoků v Evropě bylo spácháno muslimy – vražda čtyř Židů v Toulouse v roce 2012 Mohammedem Merahem, únos a vražda francouzského občana Ilana Halimiho v roce 2006 provedeny muslimských gangem a antisemitské nepokoje v Norsku v roce 2009 představují jen pár příkladu takového fenoménu.
Východní Evropa byla obecně méně ovlivněna vzestupem islámského antisemitismu z důvodu mnohem menším počtům muslimských populací žijících v této oblasti. Avšak v těch místech a zemích, kde žijí muslimové, jako například na Kavkazu, byl nárůst antisemitismu zaznamenán. Jedním z hlavních důvodů pro tento nárůst je považován izraelsko-arabských konflikt a příkladem této reality je například pokus o vraždu židovské učitelky v Baku v roce 2012.

### Průzkumy veřejného mínění
V roce 2004 provedl "Pew Global Attitudes Project" průzkum veřejného mínění, jehož shrnutí poznamenalo, že navzdory starostem o vzrůstající antisemitismus v Evropě neexistují indikace naznačující, že by za posledních deset let došlo k rozšíření antižidovského sentimentu. Příznivá hodnocení Židů jsou ve Francii, Německu a Rusku. Jsou vyšší než byly v roce 1991. Nicméně ŽIdé jsou více oblíbení v USA než v Německu nebo Rusku.
V roce 2005 uvedly výsledky průzkumu provedeného Ligou proti hanobení, že antisemitské nálady se nadále běžně v Evropě objevují. Nad 30 % dotazovaných naznačilo, že Židé mají příliš moci v podnikání. V Dánsku tak odpovědělo 11 % a v Anglii 14 % dotazovaných, zatímco v Maďarsku se takto vyjádřilo až 66 % a v Polsku a Španělsku nad 40 %. Dopady náboženského antisemitismu též přetrvávají a více než 20 % evropských respondentů souhlasilo s prohlášením, že Židé jsou zodpovědní za smrt Ježíše Krista. Zatímco nejnižší výskyt tohoto jevu prokázalo 13 % vysledovaných ve Francii, v Polsku s tímto tvrzením souhlasilo 39 % respondentů.
Dle průzkumu veřejného mínění, který byl zprostředkován v roce 2012 Ligou proti hanobení, přebývaly antisemitské postoje v deseti evropských zemích na znepokojivě vysokých úrovních. Nejvyšší výskyt byl shledán ve východní Evropě a ve Španělsku, kde veliké skupiny obyvatelstva schvalovaly a podporovaly klasické antisemitské představy jako například to, že Židé mají příliš moci v podnikání, že jsou více loajální státu Izrael než svým vlastním zemím a nebo že přehnaně mluví o tom, co se stalo během Holokaustu. V porovnání s podobným průzkumem provedeným v roce 2009 též Ligou proti hanobení, prokázalo několik zemí vysokou míru antisemitismu zatímco některé ostatní země zaznamenaly jen mírný nárůst antisemitismu.
- Rakousko: Zakusilo mírný pokles z 30 % v roce 2009 na 28 % v roce 2012.
- Francie: Celková míra antisemitismu vzrostla z 20 % v roce 2009 na 24 % obyvatelstva v roce 2012.
- Německo: Po roku 2009 vzrostl antisemitismus o 1 % na celých 21 % populace v roce 2012.
- Maďarsko: Míra antisemitismu výrazně vzrostla ze 47 % v roce 2009 na 63 % obyvatelstva v roce 2012.
- Polsko: V roce 2009 a v roce 2012 prokazovalo hluboce zakořeněné antisemitské postoje stejné procento populace, celých 48 %.
- Španělsko: Míra antisemitismu ve společnosti vzrostla ze 48 % v roce 2009 na celých 53 % v roce 2012.
- Spojené království: Antisemitské postoje byly vypozorovány u 17 % populace, čímž byl zaznamenán výrazný vzrůst v porovnání s 10 % v roce 2009

### Východní a Střední Evropa
Informace shromážděné průzkumy v letech 2015 a 2016 prokazují, že následující poměr ze zmíněných zemí by odmítl židy jakožto rodinné příslušníky, sousedy nebo občany. Celkové porovnání údajů poukazují na následující realitu. Muslimové a Romové bývají více odmítáni než Židé, s výjimkou několika specifických zemí. Nejtolerantnější země vůči Židům (země, kde méně než 10 % obyvatelstva odmítá Židy jako spoluobčany) byla Ukrajina, Bulharsko, Srbsko, Bosna, Chorvatsko a Lotyšsko. Nejméně tolerantní země (kde více než 20 % obyvatelstva odmítá židy jako spoluobčany) byly naopak Arménie, Rumunsko a Litva.

### Akademický výzkum
V roce 2006 provedl deník Journal of Conflict Resolution studii, která shledala, že přestože většina dotazovaných v zemích Evropské unie sama sebe nepovažovala za antisemity, existuje souvztažnost mezi antisemitskými postoji a protiizraelskými názory. Charles A. Small a Edward H. Kaplan, kteří zkoumali obyvatelstvo deseti evropských zemí, prozkoumali odpovědi 5 000 respondentů, kterých se vyptávali na činy státu Izrael a na klasické antisemitské stereotypy. Dotazníky obsahovaly otázky ohledně toho, zda si lidé myslí, že Izraelské obranné síly (IOS, též známé pod zkratkou IDF) úmyslně útočí na děti nebo že přidává jed do palestinských vodních zdrojů.
Tato studie shledala, že lidé, kteří věřili protiizraelským mýtům měli též tendenci věřit tomu, že Židé nejsou poctiví v podnikání, mají dvojí loajalitu, kontrolují vlády a ekonomii, apod. Závěr tohoto výzkumu prokázal 56% pravděpodobnost, že protiizraelští respondenti jsou více antisemitští než běžný Evropan.

## Státy

### Arménie
Antisemitismus v Arménii je primárně následkem neochoty Izraele uznat Arménskou genocidu kvůli blízkým vztahům s Tureckem. Jedná se totiž o událost, kterou mnoho Arménců považuje za něco, nad čím by měli Židé a Izrael mít porozumění vzhledem k tomu, že Arméni sdílí s Židy podobnou národní historii a osud. Arménsko-židovské vztahy byly však historicky shovívavé, uctivé, přestože někdy soutěživé.
V dubnu roku 1998 publikoval slavný arménský politický analytik a ekonom Igor Muradyan antisemitský článek v hlavních arménských novinách zvaných Voice of Armenia. Muradyan tvrdil, že historie arménsko-židovských vztahů byla plna projevů konfliktu mezi árijci a semity. Obvinil Židy z podněcování etnických konfliktů včetně sporu o Náhorní Karabach a projevil obavu o bezpečnost Arménie z důvodu dobrých vztahů mezi Izraelem a Tureckem.
Kniha zvaná "National System" (napsána Romenem Yepiskoposyanem v Arménštině a Ruštině), vydána v roce 2002, byla představena na sejití Union of Writers of Armenia. V této knize byli Židé dohromady s Turky identifikováni jako úhlavní nepřátelé Arménců. Kniha je též popisuje jako ničitele národu s úkolem způsobit záhubu a rozklad. Kniha zvaná "The Greatest Falsification of the 20th Century" v jedné sekci popírá Holokaust tvrdíce, že se jedná jen o mýtus vytvořený sionisty za účelem diskreditovat árijce. Tento oddíl dále troufale tvrdí, že je Holokaust největší falzifikací v lidské historii, že nikdo zabit v plynových komorách nebyl a že žádné plynové komory ani neexistovaly. Jeden řečník této události navrhl, že by tato kniha měla být distribuována ve školách za účelem vytvoření národního ponětí o historii. Celé sejití se též vyznačovalo veřejnými obviněními Židů ze zodpovědnosti za Arménskou genocidu.
V roce 2002 byla podobná obvinění vyslovena Armenem Averissianem, čelným představitelem nacionalistické skupiny Armenian Aryan Order (AAO), kdy Averissian též požádal o prohlášení izraelské velvyslankyně Rivky Kohen za 'persona non grata' v Arménii z důvodu izraelského odmítnutí dát arménským masakrům v roce 1915 stejný status jako má Holokaust. Averissian též tvrdil, že počet obětí Holokaustu je zveličený. V roce 2004 dále vyjádřil extremistické poznámky na účet Židů v několika výtiscích novin zvaných The Armeno-Aryan, které jsou řízeny AAO, a také během několika schůzí a tiskových konferencí. V důsledku toho byla jeho strana vyloučena z Armenian Nationalist Front.
Nedlouho poté obvinil během pořadu v hlavním vysílacím čase Tigran Kapetyan, čelný představitel politické strany People’s Party of Armenia a vlastní televizního kanálu ALM, Židy ze spáchání atentátU na osmanské autority během Arménské genocidy v roce 1915. Mluvíce o židovské komunitě v ArméniI, prohlásil jeho host Armen Avetissian, že se komunita skládá ze 700 lidí, kteří se identifikují jako Židé a z 50,000 těch, které árijci brzy odhalí během očišťování Arménia od židovského zla. Židovský koncil v ArméniI projevil své obavy před vládou a několika lidskoprávními organizacemi a požádal o zastavení propagace etnické nesnášenlivost a o zakázání televizní stanice ALM. Většina těchto požadavků byla však přehlédnuta.
V říjnu roku 2004 veřejně okomentovala vedoucí Oddělení pro etnické a náboženské záležitosti menšin, Hranoush Kharatyan, tzv. „judaistickou“ xenofobii v Arménii. Ve své reakci obvinila místní Židy z podněcování k „protikřesťanským činům“ a podněcovala místní obyvatelstvo, aby reagovalo na páteční židovské sešlosti, při kterých údajně Židé zastávají „nenávist vůči všem ne-Židům“.
The Jewish Council of Armenia zaslal prezidentovi Robertu Kocharianovi otevřený dopis, ve kterém vyjádřil své silné obavy ohledně nedávného nárůstu antisemitismu. Armen Avetissian na něj reagoval publikováním dalšího antisemitského článku v novinách Iravung. Zmínil v něm, že stabilita každé země s židovskou menšinou je ve veliké riziku.
Nedávný případ vandalismu vykonaného neznámými pachateli na židovském památníku Holokaustu v centru Jerevanu byl zaznamenán 23. prosince 2007. Symbol nacistického hákového kříže byl vyryt do památníkového kamene, který byl též potřísněn černou barvou. Během posledních let byl památník, který je umístěn v centru města nedaleko několika vládních budov, mnohokrát počmárán a převržen.

### Belgie
Přes sto antisemitských útoků bylo zaznamenáno v Belgii v roce 2009, čímž se jednalo o 100% nárůst od předešlého roku. Pachatelé byli nejčastěji mladí muži, kteří měli muslimské pozadí a imigrovali z Blízkého východu. V roce 2009 belgické město Antverpy, označované jako poslední evropský štetl, zakusilo narůst antisemitského násilí. Bloeme Evers-Emden, amsterdamský občan a přeživší z Osvětimi, byl citován v novinách Aftenposten v roce 2010: „Antisemitismus je dnes horší, než byl před Holokaustem. Antisemitismus se stal více násilným. Teď nám vyhrožují, že nás zabijí.“
Chování vyvolané místními volbami v roce 2012 v obci Schaarbeek přimělo Maurice Sosnowského, předsedu Koordinačního výboru židovských organizací v Belgii, poznamenat, že "kandidáti, kteří patřili k židovské komunitě, byli napadáni za jejich příslušnost" a obecní úřad tak viděl "kampaň nenávisti pod záminkou antisionismu". Několik dalších případů se stalo v roce 2012. V listopadu se na protiizraelském srazu v Antverpách zpívalo „Hamas, Hamas, všichni Židi do plynu“ přičemž stojí za zmínku fakt, že Hamas je mnohými považován za teroristickou skupinu. V říjnu byla v Bruselu poničena synagoga dvěma neidentifikovatelnými mužskými pachateli, kteří posprejovali každou zeď nápisy „smrt Židům“ a „Bum“.
Zvýšená četnost antisemitských útoků začala v roce 2014, kdy byli zabiti čtyři lidé při střelbě v belgickém židovském muzeu v Bruselu. O dva dny později vstoupil mladý muslim do ŽKC (židovské kulturní centrum) během probíhající akce a křičel rasistické nadávky. O měsíc později v Antverpách skupina muslimských mladistvých házela kameny na autobus plný pětiletých židovských dětí. Ke konci srpna roku 2014 byla 75letá Židovka zasažena a sražena na zem kvůli svému židovsky znějícímu příjmení.

### Francie

#### Trendy 21. století
Navzdory tomu, že má obrovská většina francouzského lidu příznivé postoje k Židům, jsou projevy násilí proti Židům, ničení jejich majetku a rasistická rétorika vážným důvodem ke znepokojení. Většina ohlášených zločinů z nenávisti ve Francii jsou antisemitské zločiny. Jak řekl francouzský premiér Manuel Valls: „Máme starý antisemitismus … který přichází z extrémní pravice, ale nový antisemitismus přichází z obtížných sousedství, od přistěhovalců z Blízkého východu a Severní Afriky.“ Nejintenzivnější projevy antisemitismu jsou spáchány muslimy, kteří mají buď arabské, anebo africké kořeny.
Podle sčítání hlasů v roce 2006 organizací Pew Global Attitudes Project má na Židy 71 % francouzských muslimů pozitivní názory, největší procento na světě. Podle organizace National Advisory Committe on Human Rights představují antisemitské projevy většinu  – 72 % v roce 2003 – rasistických projevů ve Francii. O co víc, 40 % rasového násilí spáchaného ve Francii v roce 2013 bylo zaměřeno na židovskou menšinu navzdory tomu, že Židé představují méně než 1 % celkové francouzské populace.
Se začátkem Druhé intifády se počet antisemitských incidentů ve Francii zvýšil. V roce 2002 Commission nationale consultative des droits de l'homme (komise pro lidská práva) ohlásila šestkrát více antisemitských incidentů než v roce 2001 (193 incidentů v roce 2002). Statistiky této komise ukázaly, že antisemitské projevy představují 62 % všech rasových projevů v zemi (v porovnání s 45 % v r. 2001 a 80 % v r. 2000). Zpráva zaznamenala 313 násilných projevů proti lidem nebo majetku, ty zahrnují 38 zranění a vraždu někoho, kdo měl maghrebský původ, ultrapravicovými skinheady.
Zhruba 7 000 francouzských Židů se přesunulo do Izraele v roce 2014. Jednalo se o 1 % celé francouzsko-židovské populace a rekordní číslo od 2. světové války. Debaty v rámci evropské židovské komunity naznačují, že antisemitské útoky jsou důvodem k vysoké emigraci. Valls vyjádřil své obavy týkající se tohoto trendu: „Kdyby mělo 100 000 francouzských občanů, kteří mají španělský původ, odejít, nikdy bych neřekl, že Francie už není Francií. Ale jestliže odejde 100 000 Židů, Francie už nebude Francií. Francouzská republika bude považována za selhání.“ Trend narůstající emigrace pokračoval do roku 2015 z důvodu narůstu útoků a zastrašování muslimskými extrémisty.

#### Incidenty 21. století
Ilan Halimi (1982 – 13. února 2006), mladý francouzský Žid marockého původu, byl unesen 21. ledna 2006 mladou skupinou nazývanou Gang Barbarů a následně mučen až k smrti po délku tří týdnů. Vražda, jejíž motivy zahrnují antisemitismus podle francouzských autorit, podnítila ve Francii veřejnou výčitku, která byla již poznamenána intenzivní veřejnou diskuzí o roli dětí přistěhovalců ve společnosti.
V březnu roku 2012 Mohammed Merah zastřelil a zabil tři židovské děti a rabína ve škole Ozar Hatora v Toulouse ve Francii. Později byl zabit během razie francouzské policie na jeho dům. Merah byl inspirován Al-Káidou. Po oněch vraždách se stala škola Ozar Hatora cílem antisemitských nenávistných dopisů a telefonátů.
V červenci roku 2012 se stal mladý francouzský židovský chlapec, který měl na sobě „typický náboženský symbol“, obětí násilného antisemitského útoku ve vlaku na lince Tououlse a Lyon. Chlapec byl nejdříve obtěžován verbálně a poté zbit dvěma útočníky. Francouzsko-židovská skupina CRIF nazvala tento útok jako „další pokrok v znepokojivém trendu antisemitismu v naší zemi.“
Další incident v červenci roku 2012 se týkal vandalismu synagogy Noisy-le-Grand v části Seine-Saint-Denis města Paříž. Synagoga byla cílem vandalů třikrát během deseti dnů. Modlitební knížky a šátky byly poházené na zemi, okna byla rozbitá, zásuvky byly vykradené a poničeny byly zdi, stoly, hodiny i podlaha. Patřičné autority byly o incidentech varovány organizací Bureau National de Vigilance Contr L'Antisemtisme (BNVCA), skupinou kontrolující antisemitismus ve Francii. Ta se dožadovala větších opatření, která by zabránila budoucím nenávistným zločinům. Prezident BNVCA Sammy Ghozian uvedl, že „navzdory přijatým opatřením věci přetrvávají a já si myslím, že potřebuje představit dodatečnou legislativu, protože židovská komunita je rozzlobená.“
V červnu roku 2014, se po hrozbách, jimž Židé ve Francii čelí zejména od francouzských džihádistů, kteří se po válce v Sýrii navrátili, francouzský prezident Francois Hollande setkal s mezinárodní delegací židovských vůdců. Francouzský prezident nastánil kroky, které byly podniknuty na ochranu židovské komunity, zejména židovských škol, před útoky a rostoucím antisemitismem. Byl citován slovy: „Rádi bychom dali příklad světu, jak bojovat s antisemitismem.“ K tomu ale připustil, že současná situace – následována vražedným útokem spáchaným v Belgii teroristou narozeným ve Francii– prozrazuje „novou, těžkou souvislost.“
V červenci roku 2014 tucet mladých mužů protestujících proti izraelským akcím v Gaze (následované vojenskou operací Ochranné ostří) krátce obléhalo pařížskou synagogu a střetlo se s ochrankou. Nejméně tři Židé byli odvezeni do nemocnice z příčiny střetů, které byly mezi demonstranty a mladými židovskými muži, kteří strážili synagogu nazývanou Don Isaac Abravanel v Paříži, řekl svědek JTA. Útočníci roztříštili protiizraelskou demonstraci a pokročili smětem k synagoze, která byla plná lidí. Když demonstranti přijeli k synagoze v centru Paříže, tak pět policistů, kteří byli zrovna ve službě, zablokovalo vchod, protože demonstranti zpívali antisemitská hesla a vrhali na synagogu i ochranku různé předměty. Skoro 200 lidí bylo tou dobou v synagoze. Muži ze SPCJ židovské jednotky, Židovská obranná liga Beitar, bránili davu proniknout a zaútočit, což se posléze změnilo v pouliční potyčky. Později, když se útočníkům nepodařilo synagogu spálit, podpálili místo ní auta a zničili židovské majetky ve většinvě židovské části Sarcelles.
V prosinci roku 2014 se ozbrojení útočníci vlámali do bytu židovského páru na předměstí Paříže, ženu znásilnili, zatímco její muž byl držen, a pár okradli. Podle přítele obětí řekl ženě jeden z útočníků během loupeže: „Řekni nám, kde schováváte prachy. Vy Židi vždycky máte prachy.“ Premiér Manuel Valls odsoudil útok jako odporný a řekl, že se ukázalo, že boj s antisemitismem je každodenním bojem. Valls také vyjádřil podporu rodině obětí. Ministr vnitra Bernard Cazeneuve řekl v prohlášení, že „antisemitská povaha útoku se zdá být prokázána,“ a dodal, že útočníci „začali s myšlenkou, že být Židem znamená mít peníze.“
V lednu roku 2015 zaútočil Amedy Coulibaly, přítel pachatelů střelby v Charlie Hebdo, na košer obchod v židovské čtvrti v Paříži a držel osoby, které byly uvnitř, jako rukojmí. Zabil čtyři z nich. The CRIF reagovala: „Tito francouzští občané byli zabiti chladnokrevně a nemilosrdně jen proto, že byli Židé.“
V říjnu roku 2015 byli rabín a dva židovští věřící ubodáni při útoku vně synagogy v Marseilles. V listopadu byl ubodán učitel židovské školy ve stejnojmenném městě třemi lidmi podporujícimi ISIS.

### Maďarsko
Maďarsko bylo první zemí po nacistickém Německu, které přijalo protižidovské zákony. V roce 1939 byli registrováni všichni maďarští Židé. V červnu roku 1944 maďarská policie deportovala skoro 440 000 Židů ve více než 145 vlacích ze země, většina z nich byla poslána do Osvětimi.
Antisemitismus v Maďarsku se projevuje nejvíc v ultrapravicových publikacích a demonstracích. Podporovatelé Strany maďarské spravedlnosti a života pokračovali ve své tradici vykřikování antisemitských hesel a trhání americké vlajky na malé kousky během svých každoročních srazů v Budapešti v březnu roku 2003 a 2004, které měli připomínat revoluci v letech 1848–1849. Dále se během demonstrací, které se konaly k oslavě výročí povstání v roce 1956, kdy je oslavována postkomunistická tradice jak levicí tak pravicí, ozývala antisemitská a protiizraelská hesla od pravice, takové jako obviňování Izraele z válečných zločinů. Střední pravice si tradičně drží odstup od pravicové strany, kterou vede Csurka, a také od ultrapravicových demonstrací.
V roce 2012 bylo při průzkum provedený Ligou proti hanobení zjištěno, že 63 % maďarské populace má antisemitské postoje.

### Rakousko
Důkazy o přítomnosti židovské komunity na geografickém území, na kterém se dnes rozkládá Rakousko, mohou být vystopovány až do 12. století. V roce 1848 byla Židům přidělena občanská práva a právo založit samosprávnou náboženskou komunitu, ale plné právo na občanství získali až v roce 1867. V atmosféře ekonomické, náboženské a sociální svobody se židovská komunita ze 6 000 členů v roce 1860 rozrostla na přibližných 185 000 v roce 1938. V březnu téhož roku bylo Rakousko anektováno německými Nacisti, načež byly tisíce Rakušanů a rakouských Židů poslány do koncentračních táborů. Z 65 000 vídeňských Židů, kteří do koncentračních táborů byli posláni, jich přežilo zhruba jen 2 000, zatímco jen 800 jich 2. světovou válku přežilo v úkrytu.
Avšak antisemitismus nezmizel ani po následcích 2. světové války a zůstal součástí rakouské politiky a kultury s tím, že měl nejsilnější postavení v politických stranách a médií. Bernd Marin, rakouský sociolog, popsal antisemitismus po roce 1945 jako „antisemitismus bez Židů“, jelikož Židé tvořili pouze 0.1 % z celkové rakouské populace. Antisemitismus byl silnější v těch oblastech, kde Židé už dávno nežili a kde předtím žádní Židé ani nežili, a tam, kde lidé neměli nebo ani nemají osobní kontakt s Židy.
Protože byly poválečné předsudky proti Židům veřejně zakázány a staly se trochu tabu, byl antisemitismus v podstatě „antisemitismem bez antisemitů“, ale různé jiné typy vyjadřování se objevily v Rakouském politickém zřízení. Během 80. let zákaz proti otevřeným vyjadřováním výslovně antisemitských přesvědčení stále platil, ale prostředky, jak je jazykově obcházet, překročily hranice takovým způsobem, že zákaz sám o sobě ztratil na významu. Protižidovské předsudky, které zůstávaly skryté, se začaly drát na povrch a objevovat ve veřejném smýšlení víc a víc. Proto se verbální antisemitismus vyskytoval jen vzácně a spíše se používaly kódované výrazy, které odrážely jednu z největších charakteristik země – rozpolcenost a nejednoznačnost ohledně vlastní historie.
Dnes se židovská komunita v Rakousku skládá ze zhruba 8 000 osob.
V současnosti byl antisemitismus hlášen ve městě Serfaus během let 2009 a 2010. Několik hotelů a apartmánů v renovovaných střediskách potvrdilo zásady, které se zaručují za to, že na jejich pozemcích nebudou služby poskytovány Židům. Rezervace se snaží na základě rasové analýzy předem odhalit a případně ji zamítnout ortodoxním Židům.

### Řecko
Ekonomická krize v Řecku byla jedním z hlavních faktorů nárůstu rozsáhlých antisemitských incidentů a vzniku řecké neonacistické strany, Zlatý Úsvit, která v roce 2012 zvítězila se ziskem 21 míst v parlamentu.
V nedávných letech se objevily početné případy vandalství napříč celou zemí. V roce 2002, 2003 a 2010 byl poničen památník Holokaustu ve městě Soluň. V roce 2009 byl několikrát napaden židovský hřbitov ve městě Janina a ve stejném roce se tak stalo i židovskému hřbitovu v Aténách. V roce 2012 byl svastikou přestříká památník Holokaustu ve městě Rhodos.